# Stare Selo (Lwiw, Dawydiw)
Stare Selo (ukrainisch Старе Село, russisch Старое Село, polnisch Stare Sioło) ist ein Dorf in der westukrainischen Oblast Lwiw mit etwa 2100 Einwohnern.

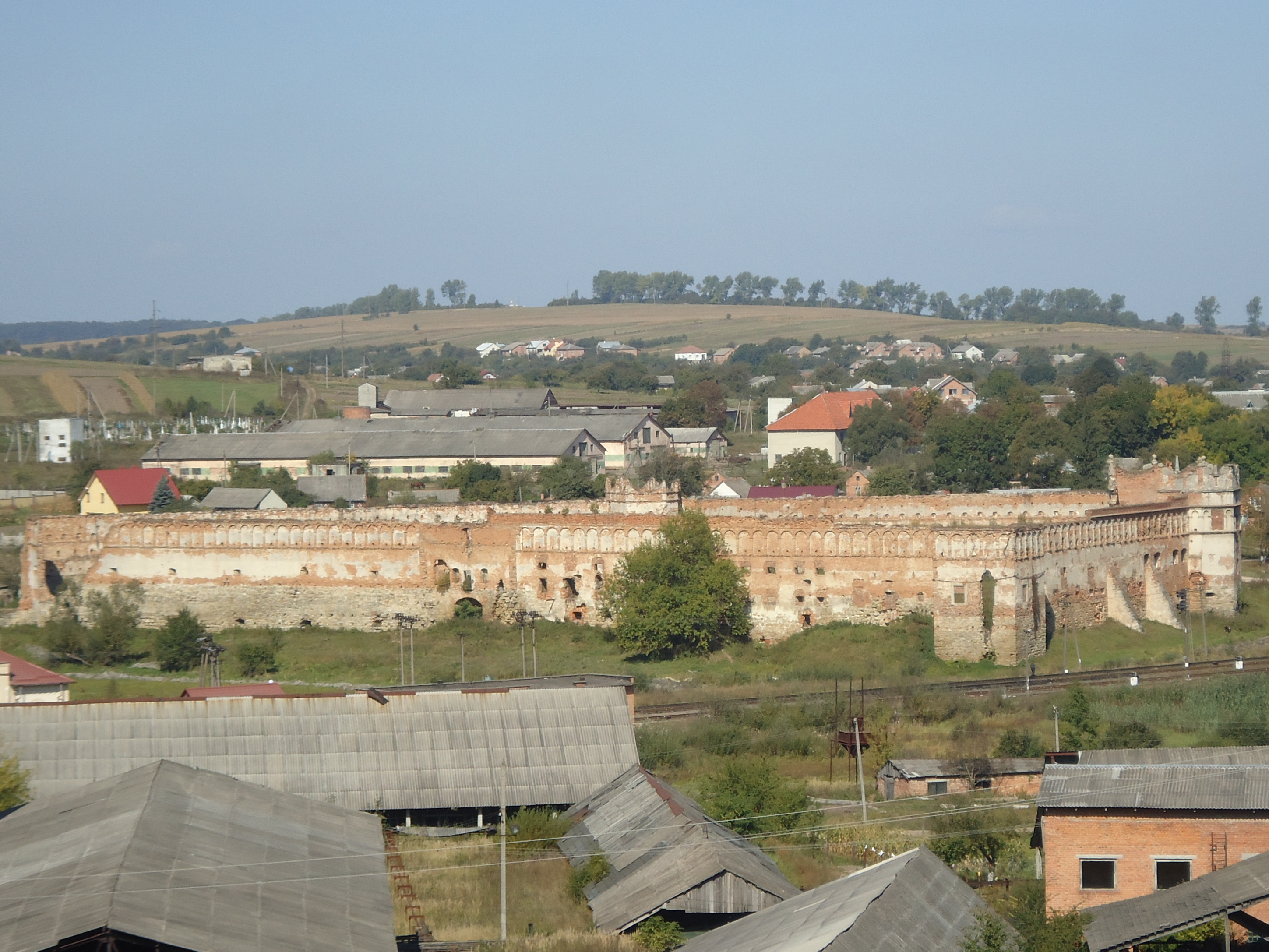
Burgruine

## Geschichte
Der im Jahr 1441 als Stareszolo erstmals erwähnte Ortsname bedeutet mehr oder weniger eine alte Siedlung. Laut dem polnischen, ostgalizischen Historiker Antoni Schneider entstand die Siedlung schon im frühen 12. Jahrhundert im Fürstentum Swenigorod, damals unter dem Namen Czerepow (siehe auch das benachbarte Dorf Tscherepyn (1578: Czerepiw)). Im frühen 15. Jahrhundert erhielt der berühmte polnische Ritter der Schlacht bei Tannenberg (1410), Zawisza Czarny, das Dorf von König Władysław II. Jagiełło. Sein Sohn Jan Zawiszyc gründete an der Stelle die Stadt Garbów (nach Garbów, dem Geburtsort des Vaters, benannt) und holte 1448 polnische Siedler aus der Umgebung von Nowy Sącz in Südkleinpolen ab. Er baute auch eine Holzburg, wahrscheinlich an der Stelle des früheren Burgwalls. 1454 wurde eine römisch-katholische Pfarrei von ihm gestiftet. 1498 wurde die Stadt in einem türkisch-walachischen Angriff völlig zerstört und nie wiederaufgebaut, es blieb nur das Stare Selo.
Der Ort gehörte zum Lemberger Land in der Woiwodschaft Ruthenien der Adelsrepublik Polen-Litauen.
In der Neuzeit gehörte das Dorf zahlreichen Familien. 1584 bis 1589 wurde die Burg als gemauerte Befestigung von der Magnatenfamilie Ostrogski gebaut, im 17. Jahrhundert von Władysław Dominik Zasławski vergrößert. Mit einer Fläche von fast 2 Hektar ist die Burganlage eine der größten im Gebiet der ehemaligen Rus.
Bei der Ersten Teilung Polens kam das Dorf 1772 zum neuen Königreich Galizien und Lodomerien des habsburgischen Kaiserreichs (ab 1804).
Das Dorf im Bezirk Bóbrka gehörte damals als einzige Gemeinde außerhalb des Bezirkes Lemberg zur geschlossenen, polnischen Sprachinsel von Lemberg. Im Jahr 1900 hatte die Gemeinde Stare Sioło 228 Häuser mit 1436 Einwohnern, davon waren 905 polnischsprachig, 521 ruthenischsprachig, 7 waren anderer Sprache, 795 waren römisch-katholisch, 512 griechisch-katholisch, 44 waren Juden, 85 anderer Religion.
Nach dem Ende des Polnisch-Ukrainischen Kriegs 1919 kam der Ort zu Polen. Im Jahre 1921 hatte die Gemeinde Stare Sioło 278 Häuser mit 1756 Einwohnern, davon waren 1321 Polen, 414 Ruthenen (Ukrainer), 21 Deutsche, 1214 waren römisch-katholisch, 473 griechisch-katholisch, 28 evangelisch, es gab 41 Juden (Religion).
Im Zweiten Weltkrieg gehörte es zuerst zur Sowjetunion und ab 1941 zum Generalgouvernement, ab 1945 wieder zur Sowjetunion, heute zur Ukraine. Im Zweiten Weltkrieg war im Ort eine starke Abteilung der Polnischen Heimatarmee tätig.
Am 12. Juni 2020 wurde das Dorf ein Teil neu gegründeten Landgemeinde Dawydiw, bis dahin bildete es zusammen mit dem Dorf Budkiw (Будьків) die Landratsgemeinde Stare Selo (Старосільська сільська рада/Starosilska silska rada) im Rajon Pustomyty.
Am 17. Juli 2020 wurde der Ort Teil des Rajons Lwiw.